# Смагин, Юрий Иванович
Ю́рий Ива́нович Сма́гин (28 января 1957, Новая Каховка, Херсонская область, Украинская ССР, СССР) — советский футболист, нападающий. Мастер спорта СССР.
Десять сезонов провёл в составе николаевского «Судостроителя». За это время принял участие в 361 официальном матче (рекорд клуба) и забил 105 голов (второй показатель в истории клуба).

## Игровая карьера
В футбол начал играть с 9 лет в группе подготовки «Энергии» под руководством тренера В. А. Ткача. Первой командой мастеров в биографии Смагина была кировоградская «Звезда», с которой он тренировался в 1978 году. В её составе на официальном уровне не сыграл ни одного матча.
В 1979 году был приглашён в николаевский «Судостроитель». Дебют Юрия в команде «корабелов» состоялся 21 апреля в домашнем матче с «Новатором» (Жданов). Первые голы были забиты через месяц в игре с «Фрунзенцем» (Сумы).
За время выступлений в «Судостроителе» Смагин в матчах чемпионатов 105 раз поражал ворота соперников, пять сезонов становился лучшим бомбардиром команды. Больше его в истории клуба забил только Евгений Деревяга. Самыми успешными сезонами для «корабелов» в период пребывания в команде Смагина стали 1984 и 1985 годы, когда «Судостроитель» выиграл бронзовые медали чемпионата УССР. В споре бомбардиров зоны второй лиги Юрий в 1985 году с 25 голами занял второе место. По результатам этих сезонов Юрий Смагин был включён в число 22-х лучших футболистов Украины второй лиги.

## Статистика в чемпионатах СССР
| Клуб                     | Сезон                    | Чемпионат | Чемпионат | Кубок | Кубок | Итого | Итого |
| Клуб                     | Сезон                    | Игры      | Голы      | Игры  | Голы  | Игры  | Голы  |
| ------------------------ | ------------------------ | --------- | --------- | ----- | ----- | ----- | ----- |
| Судостроитель (Николаев) | 1979                     | 41        | 9         | —     | —     | 41    | 9     |
| Судостроитель (Николаев) | 1980                     | 33        | 10        | —     | —     | 33    | 10    |
| Судостроитель (Николаев) | 1981                     | 36        | 13        | —     | —     | 36    | 13    |
| Судостроитель (Николаев) | 1982                     | 36        | 13        | —     | —     | 36    | 13    |
| Судостроитель (Николаев) | 1984                     | 35        | 14        | —     | —     | 35    | 14    |
| Судостроитель (Николаев) | 1985                     | 40        | 25        | 2     | 1     | 42    | 26    |
| Судостроитель (Николаев) | 1986                     | 33        | 6         | 1     | 0     | 34    | 6     |
| Судостроитель (Николаев) | 1987                     | 46        | 11        | 1     | 0     | 47    | 11    |
| Судостроитель (Николаев) | 1988                     | 44        | 4         | —     | —     | 44    | 4     |
| Судостроитель (Николаев) | Итого                    | 344       | 105       | 4     | 1     | 348   | 106   |
| Днепр (Черкассы)         | 1990                     | 46        | 15        | —     | —     | 46    | 15    |
| Днепр (Черкассы)         | Итого                    | 46        | 15        | 0     | 0     | 46    | 15    |
| Судостроитель (Николаев) | 1991                     | 17        | 0         | —     | —     | 17    | 0     |
| Судостроитель (Николаев) | Итого                    | 17        | 0         | 0     | 0     | 17    | 0     |
| Всего за «Судостроитель» | Всего за «Судостроитель» | 361       | 105       | 4     | 1     | 365   | 106   |
| Всего за карьеру         | Всего за карьеру         | 407       | 120       | 4     | 1     | 411   | 121   |

## Тренерская карьера
Окончил Николаевский педагогический институт и Высшую школу тренеров в Киеве. После завершения игровой карьеры работал тренером под началом Анатоля Бузника в «Полиграфтехнике» (Александрия), под началом Валерия Мазура в «Олимпии ФК АЭС» (Южноукраинск), главным тренером в «Торпедо» (Мелитополь). Затем вернулся в Новую Каховку. Работал тренером местного любительского футбольного клуба «Новокаховец», затем в детско-юношеской школе «Таврия».
В январе 2015 года был назначен и. о. главного тренера МФК «Николаев».
В сентябре 2015 года был назначен и. о. главного тренера ФК «Энергия» (Новая Каховка), где проработал до зимнего перерыва.

## Достижения
- Автор более 100 мячей в чемпионатах СССР (все во второй лиге).
- Рекордсмен «Судостроителя» по количеству матчей в чемпионатах СССР — 361 матч.
- Лучший бомбардир «Судостроителя» за сезон (5) — 1981, 1982, 1984, 1985, 1987.
- Бронзовый призёр чемпионата УССР (2) — 1984, 1985.